# Первушова, Людмила Александровна
Людмила Александровна Первушова (род. 25 августа 1986) — российская спортсменка, бронзовый призёр чемпионата России 2009 года по вольной борьбе, кандидат в мастера спорта России. Выступала в полулёгкой весовой категории (до 55 кг). Её наставником был А. И. Мартынов.

## Спортивные результаты
- Чемпионат России по женской борьбе 2009 года — ;